# Gothenburg Tournament
Das Gothenburg Tournament ist ein ehemaliges internationales Herren-Boxturnier, welches in der schwedischen Provinz Västra Götalands län liegenden Großstadt Göteborg insgesamt zweimal unter den Regeln der AIBA ausgetragen wurde. Es bestand aus einem Sechzehntelfinale, einem Achtelfinale, einem Viertelfinale, einem Halbfinale und einem Finale.

## 1. Turnier
Beim ersten Turnier, das im Jahre 1990 abgehalten wurde, wurde in 12 Gewichtsklassen geboxt:
- Superschwergewicht (über 91 kg)
- Schwergewicht (bis 91 kg)
- Halbschwergewicht (bis 81 kg)
- Mittelgewicht (bis 75 kg)
- Halbmittelgewicht (bis 71 kg)
- Weltergewicht (bis 67 kg)
- Halbweltergewicht (bis 63,5 kg)
- Leichtgewicht (bis 60 kg)
- Federgewicht (bis 57 kg)
- Bantamgewicht (bis 54 kg)
- Fliegengewicht (bis 51 kg)
- Halbfliegengewicht (bis 48 kg)

Bekannte Sieger waren:
- Brian Nielsen (über 91 kg)
- Kostya Tszyu (bis 67 kg)
- Jyri Kjäll (bis 63,5 kg)
- George Cramne (bis 60 kg)
- Djamel Lifa (bis 57 kg)
- Jimmy Mayanja (bis 54 kg)

## 2. Turnier
Das zweite und letzte Turnier fand vom 20. bis zum 25. April 2004 statt. Diesmal diente es gleichzeitig als Qualifikationsturnier für die Olympischen Spiele, die im August desselben Jahres in der griechischen Hauptstadt Athen ausgetragen wurden. Es wurde in nur 5 Gewichtsklassen geboxt:
- Superschwergewicht (über 91 kg)
- Mittelgewicht (bis 75 kg)
- Halbweltergewicht (bis 64 kg)
- Federgewicht (bis 57 kg)
- Fliegengewicht (bis 51 kg)

Vier der fünf Turniersieger sind bekannte Boxer:
- Kubrat Pulev (über 91 kg)
- Károly Balzsay (bis 75 kg)
- Ionuț Gheorghe (bis 64 kg)
- Viorel Simion (bis 57 kg)